# 早餐店

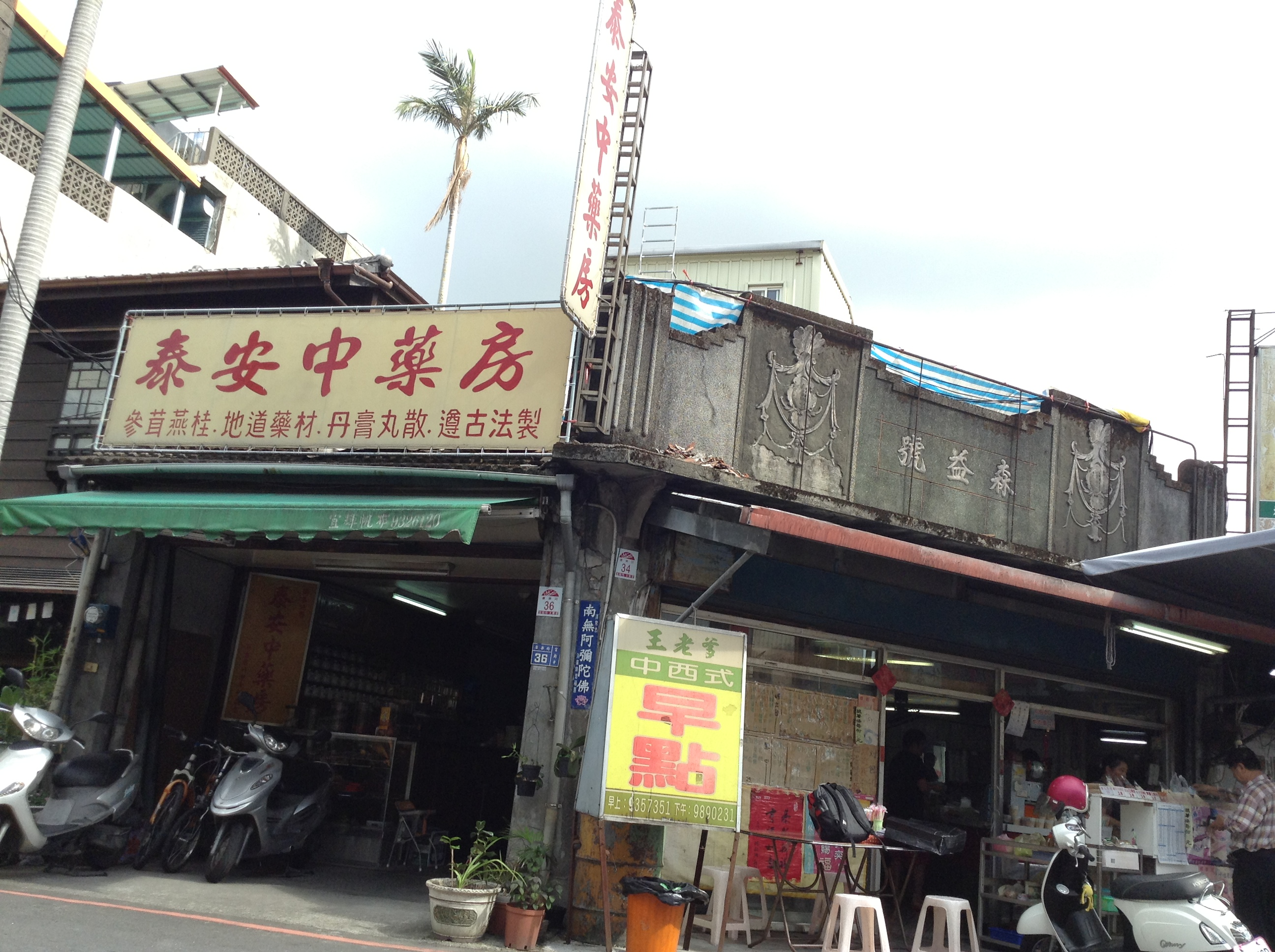
照片右邊是一家宜蘭的中西式早餐店

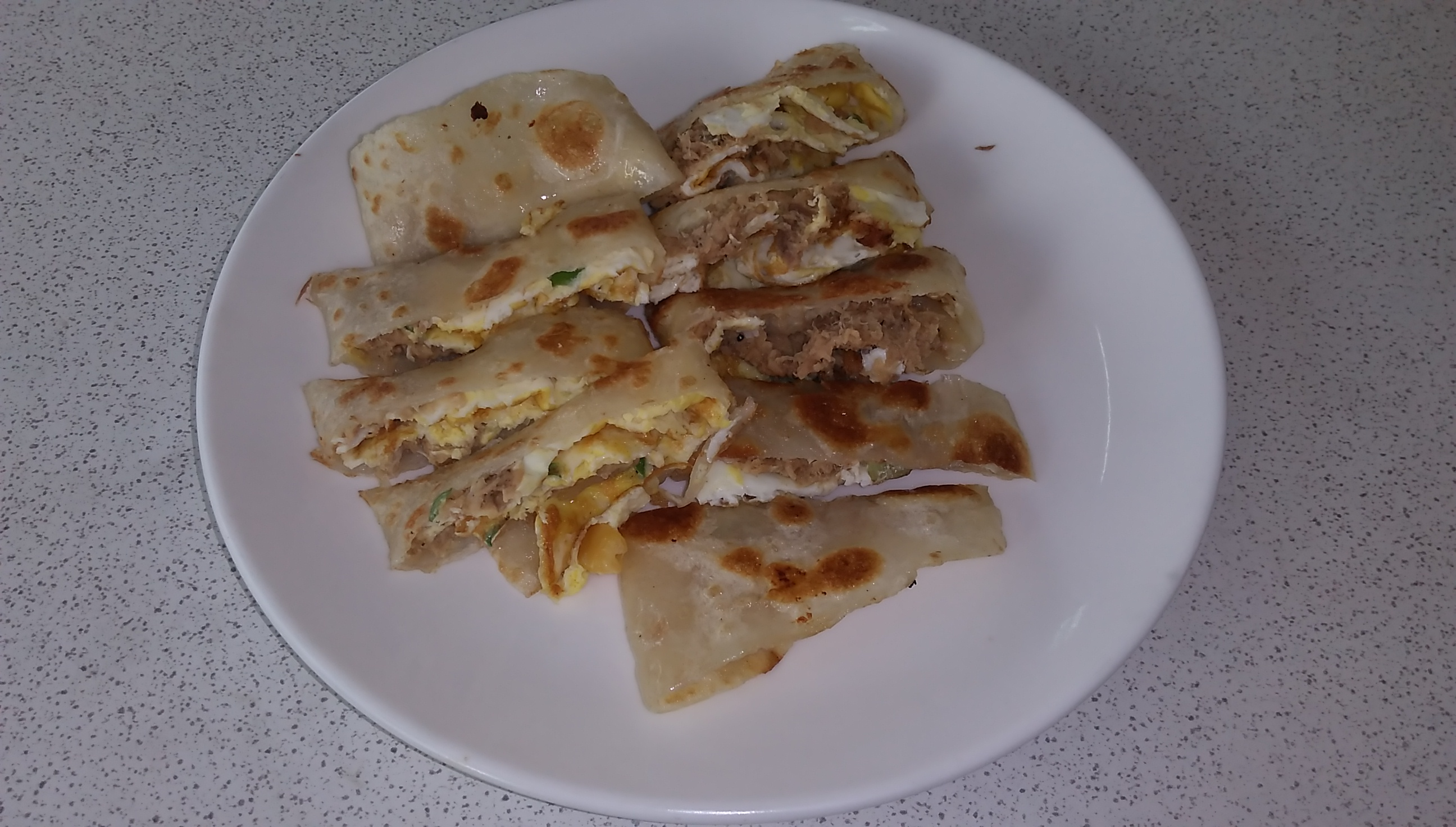
早餐店販售的中型蛋餅

早餐店為臺灣、中国大陆、澳門、新加坡等地常見的快餐店類型，其中有許多是連鎖速食店，以販售早餐為主，也有些會販售早午餐。許多美式速食店（如麥當勞、肯德基等）也有提供早餐，但因為也有提供午餐及晚餐，一般不會稱為「早餐店」。
由另一份歐洲食品業者在英國進行的商業調查則指出該國有三成民眾有早餐外食的行為。美國餐廳協會2016年餐廳產業預測，預估15-16%的美國餐廳業者(包括一般餐廳與快餐店)有計劃增加早餐供應服務以增加盈餘。北美市場中，速食店為主要的早餐外食供應者；相較於一日中的其他時段，早餐時段的顧客流量成長率亦最高。由於後勤及運籌上的考量，麥當勞等速食店只有在早上供應早餐的菜色；全日都供應早餐的餐廳業者，以較知名度的業者而言，有Bob Evans ，Waffle House，Mimi’s Cafe，Village Inn，IHOP，Perkins，Denny's等等(未排序)。澳洲知名的業者有Bill's等，早餐炒蛋曾被紐約時報等媒體譽為世界第一，2012年起亦在日本設點。日本除了連鎖式的西式餐廳，亦有供應傳統日式早餐(和朝食)的店家，這些店家通常是只供在店內食用。

## 台灣的早餐店
台灣早餐速食促進協會2011年估計台灣的早餐市場規模達一千億新台幣。據《天下雜誌》2011年報導，台灣有約兩萬家早餐店，開早餐店也是創業者前三選項之一。
台灣的早餐店通常可分為西式、中式和台式。西式早餐店（如瑞麟美而美、早安美芝城、拉亞漢堡、丹丹漢堡、城市漢堡等）專賣漢堡、吐司、三明治、紅茶、奶茶和咖啡等，也常提供蛋餅、蘿蔔糕、鍋燒麵、豆漿等中、台式餐點；中式則賣燒餅、油條、小籠包、包子、饅頭、豆漿和米漿等，也有些中式燒餅豆漿店（如永和豆漿）是在晚上營業到隔日上午；台式有滷肉飯、炕肉飯、麵食、清粥小菜等等，由於店面大多是三餐都營運，純粹的台式早餐店較少。隨著台灣外食人口逐年增加，早餐店也開始普及。1990年代的研究報導指出，亞太地區早餐外食比例各國不同：馬來西亞21-50%、香港56%(中高社經地位)、泰國30%、台灣24%、新加坡21%、而印尼、韓國與菲律賓約10%。
最早的「美而美」早餐店（後來改成「巨林美而美」）是由前台塑員工林坤炎於1981年在台北八德路開設，當時以販售三明治及漢堡為主，後來有許多早餐店效法，並且和林坤炎購買食材，也有許多許多業者以相同或類似名稱開設早餐店，後來在1988年有加盟商將「美而美」等類似商標註冊，因此有侵權訴訟（美而美商標訴訟案）。最後最高行政法院在在1994年判定，只要在「美X美」在前面加上品牌名區隔，就沒有違法問題，因此出現一些類似名稱的早餐店體系（例如「瑞麟美而美」），也有些體系改為其他名稱，例如「弘爺漢堡」、「早安美芝城」。
在2014年一份台灣市場調查中，由丹丹漢堡奪冠，瑞麟美而美居次，而早安美芝城則拿下第三名。2017年同一網站根據《KEYPO大數據關鍵引擎》找出網友心中前五大的早餐店，分別為台北樂口福，台中肉蛋吐司，新北好初早餐，台南文章牛肉湯，以及全台都有的早安美芝城；而人氣早餐前五分別為麥當勞、丹丹漢堡、7-11早餐、美而美、阜杭豆漿。

## 武漢的早餐店
九省通衢的武漢，養成其特有的早餐外食文化，當地人稱為「過早」。

## 食安問題
隨著早餐店的普及，早餐店所提供之食品，其食品安全問題也受到關注。例如2015年台灣連鎖及非連鎖早餐店的肉製品和蛋就被爆出發現有7家動物用藥殘留、10家大腸桿菌群不符合規定，知名連鎖早餐店呷尚飽、麥味登、拉亞漢堡、弘爺漢堡也在列。早餐店之環境衛生也影響到食品的安全，如台灣早餐店所販售奶茶便被網友戲稱為「解便祕聖品」，可能就是所用冰塊不乾淨、或環境汙染導致飲料中細菌孳生導致民眾腹瀉。
台北市衛生局調查發現，台灣早餐店常用之油品中，許多可檢出反式脂肪，部分反式脂肪含量高達2%以上。